# Euryopis lineatipes
Euryopis lineatipes är en spindelart som beskrevs av Octavius Pickard-Cambridge 1893.
Euryopis lineatipes ingår i släktet Euryopis och familjen klotspindlar. Inga underarter finns listade i Catalogue of Life.